# Georg III Stobäus von Palmburg
Georg III Stobäus von Palmburg (ur. 1532 w Braniewie w Prusach, zm. 23 października 1618 na zamku Töllerberg w Völkermarkt w Karyntii) – duchowny katolicki, w latach 1584–1618 biskup diecezji lawanckiej.

## Życiorys

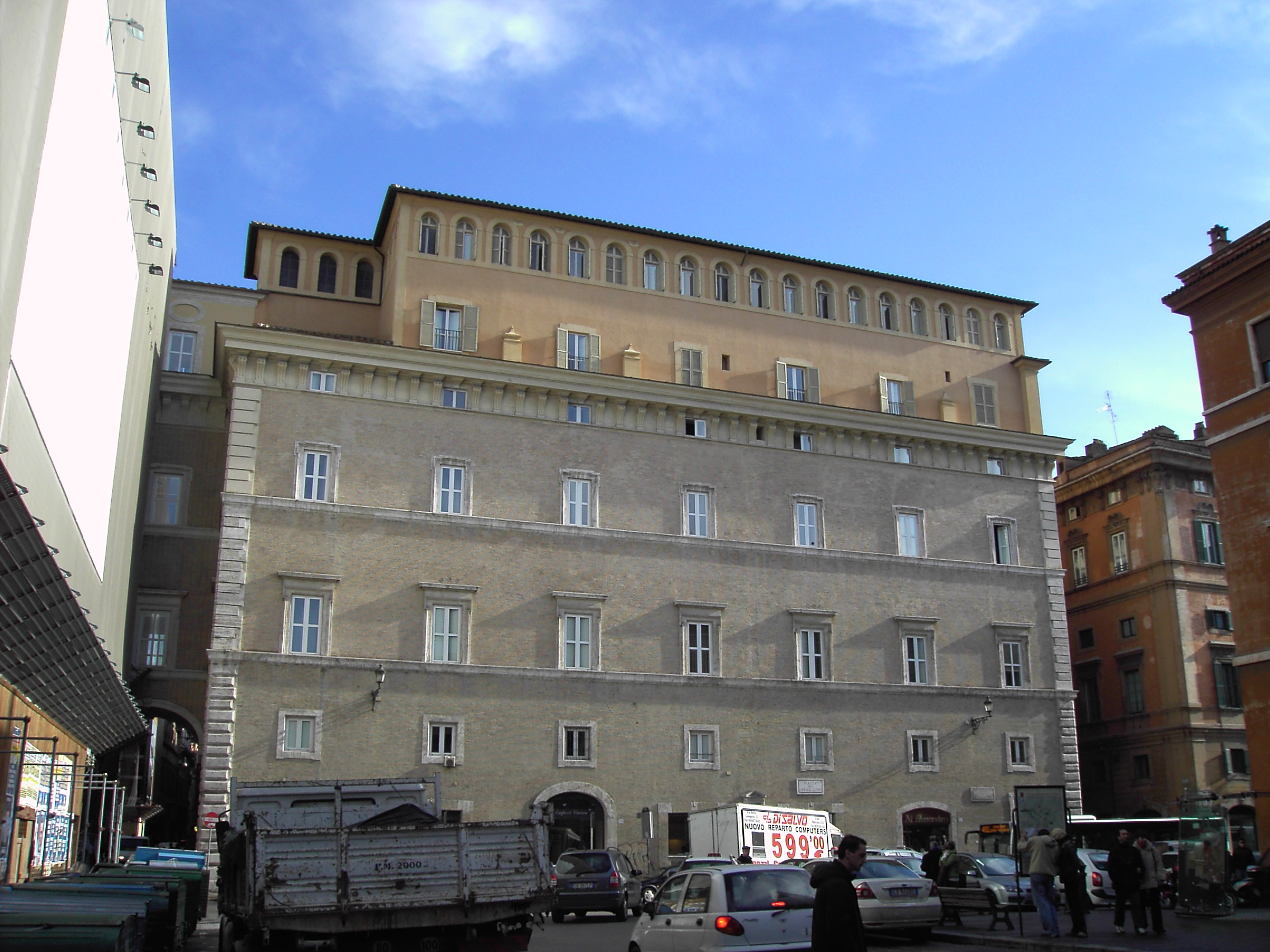
Budynek Collegium Germanicum

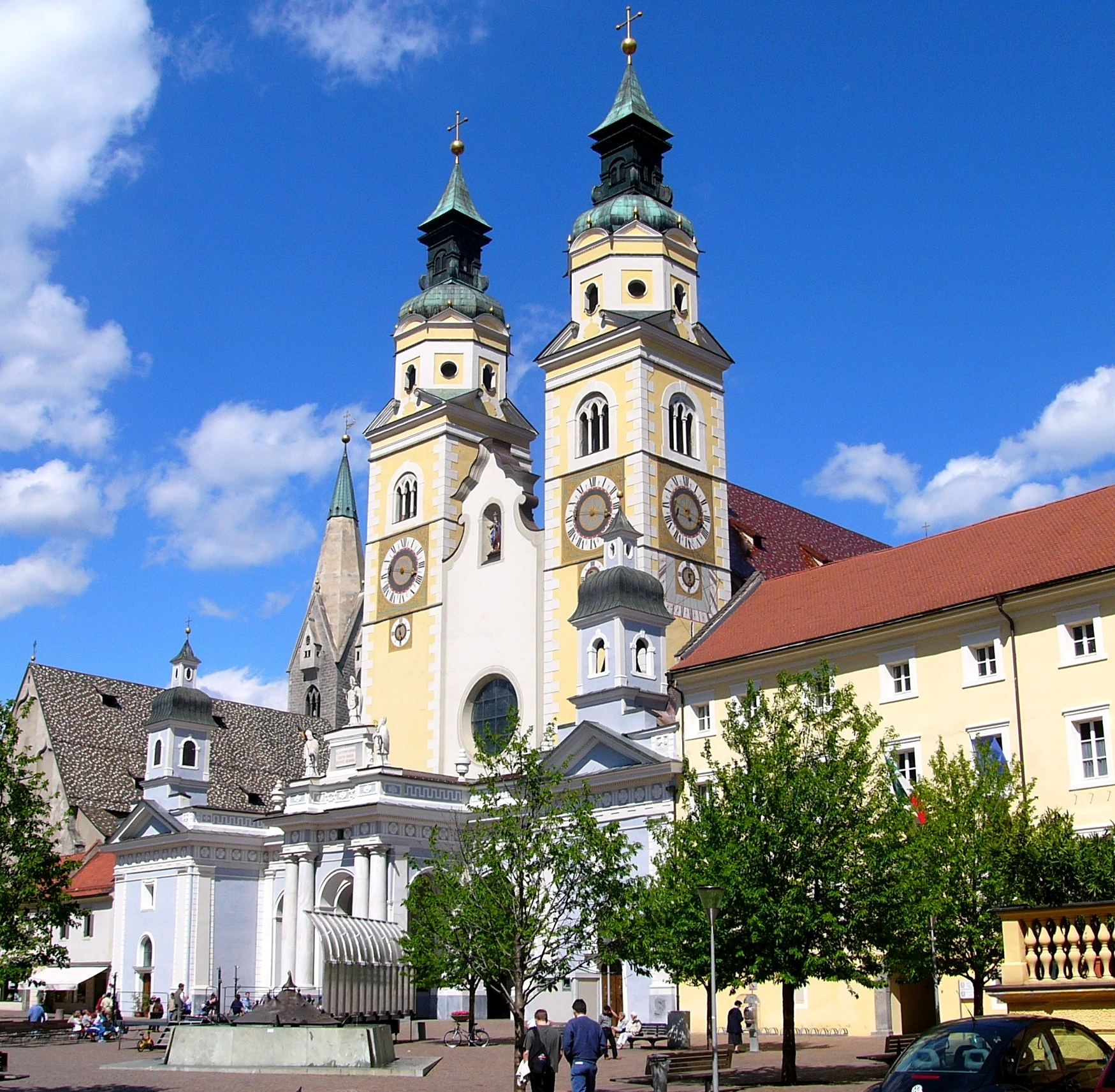
Katedra w Brixen

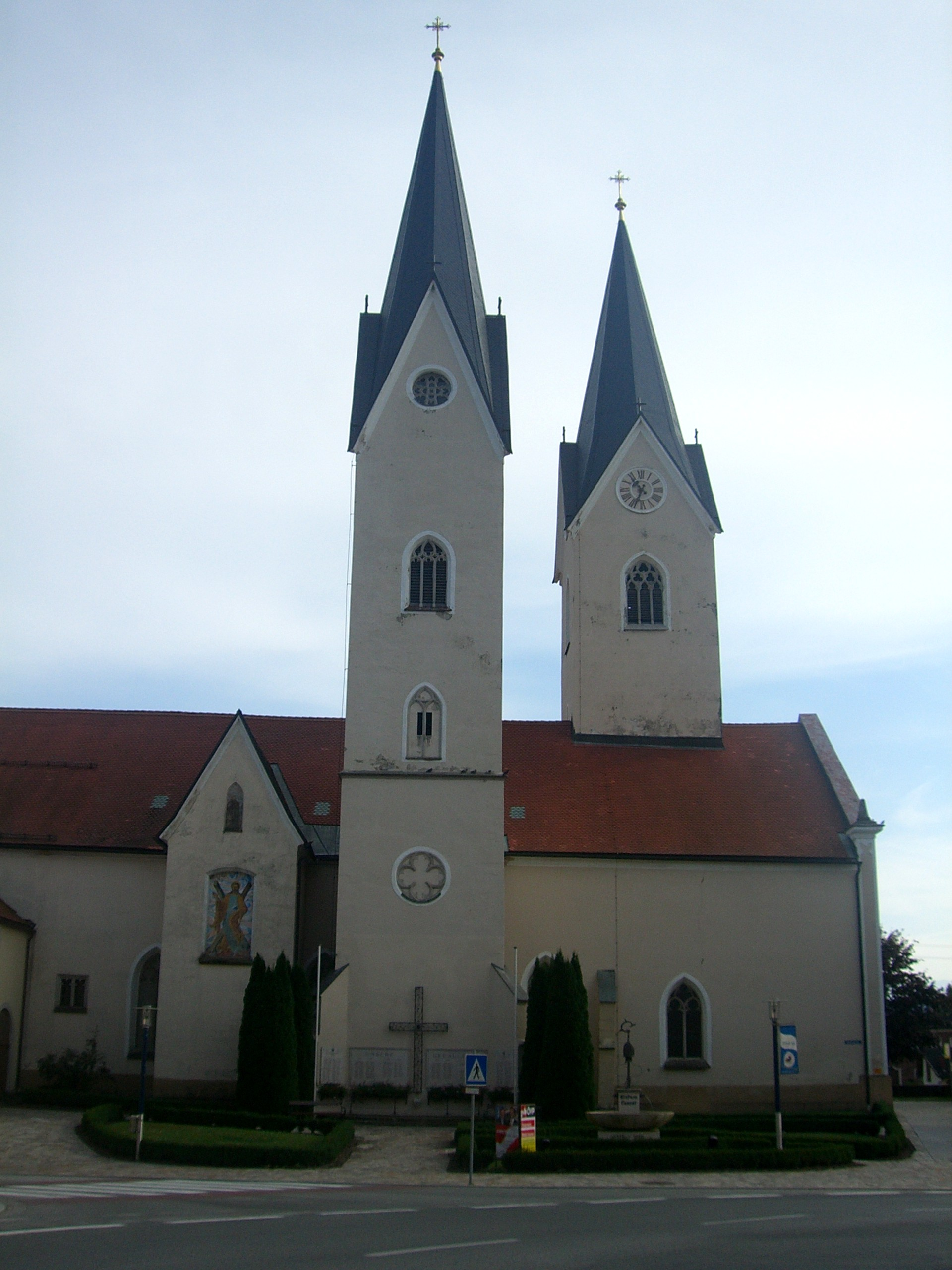
Katedra St. Andrä

W swoich listach wskazywał jako miejsce swoich narodzin Nysę na Dolnym Śląsku. Inne źródła wskazują jednak jako bardziej prawdopodobne Braniewo w Prusach Książęcych. Kształcił się w Collegium Germanicum w Rzymie, był proboszczem w Grazu i dziekanem katedry Bressanone.
Arcybiskup Salzburga, Johann Jakob von Kuen-Belasy, mianował go 19 października 1584 biskupem diecezji lawanckiej, która wcześniej był administrowana przez biskupa Georga II Agricolę. Stobäus von Palmburg znalazł się w trudnej sytuacji, gdyż prawie cała szlachta i część mieszkańców diecezji przeszła już na luteranizm. Posługę biskupa rozpoczął od reformy duchowieństwa i wizytacji parafii swojej diecezji.
Książę Ferdynand II Habsburg mianował go w 1597 radcą i gubernatorem w okręgu Innerösterreich. Urzędy te sprawował do 1608. W 1598 opracował dla księcia Ferdynanda plan przeprowadzenia kontrreformacji. Doradzał wydalenie luterańskich kaznodziejów i unikanie kar cielesnych. W Grazu radcy miejscy musieli albo przejść na katolicyzm, albo zrezygnować z urzędów. Ci, którzy nie chcieli zmieniać wiary, byli zmuszani do emigracji.
Chociaż sam był gorliwym katolikiem, zajmował wyważone i umiarkowane stanowisko wobec protestantów. Nie zabiegał o zaszczyty i stanowiska, odrzucił nominację kardynalską.
Został pochowany w katedrze St. Andrä w Karyntii.